# Operacija Overlord
Operacija Overlord ali operacija Neptun je bila največja pomorsko-zračna desantna operacija v zgodovini vojskovanja, katere namen je bilo odprtje že dolgo pričakovane druge fronte, ki bi razbremenila rusko- nemško vzhodno fronto, ter hkrati obkoliti tretji rajh. Operacija se je začela 6. junija 1944 z nočnim letalskim desantom pred glavnim izkrcanjem v zgodnjih jutranjih urah na obalah Normandije, kjer se je prvi dan operacije izkrcalo okoli 160.000 zavezniških vojakov. Kraj izkrcanja je Nemce neprijetno presenetil, saj so ti zavezniško izkrcanje pričakovali dosti bolj severno. Do večera je bila nemška obramba prebita in zavezniki so se lahko prebili v notranjost Francije, kjer se je že začela bitka za Francijo. Operacija je trajala do konca avgusta istega leta. Do takrat se je na Normandijskih obalah izkrcalo več kot 3 milijone zavezniških vojakov ter na tisoče ton najrazličnejše vojaške opreme. 
Do danes je operacija Overlord največje vojaško izkrcanje v zgodovini človeštva, saj je v invaziji sodelovalo skoraj tri milijone ameriških, britanskih in kanadskih vojakov, ki so iz Velike Britanije prečkali Rokavski preliv in napadli okupirano Francijo.

## Priprave na operacijo

### Nemške priprave
Po padcu Francije leta 1940 in vse pogostejših vpadih zavezniških enot v Francijo se je nemško vrhovno poveljstvo zavedlo, da lahko v zahodni Evropi v bližnji prihodnosti pride do invazije in tako odprtje druge fronte, ki bi bila lahko za Nemčijo preveliko breme in bi zaradi tega lahko izgubila vojno. Odgovor na to nevarnost je bila izgradnja obrambne linije, ki se je raztezala vse od špansko-francoske meje pa do Severnega rta. Tej liniji so pravili Atlantski zid in naj bi preprečil zavezniško izkrcanje ali pa ga vsaj upočasnil.
Poveljstvo nad izgradnjo zidu je prevzel feldmaršal Rommel. Ker je bila obrambna linija enostavno predolga, da bi jo na vseh mestih temeljito utrdili, so nekatera mesta utrdili močneje nekatera pa slabše. Katera mesta so bila močneje utrjena, je bilo odvisno od možnosti izkrcanja zavezniških čet, prav zaradi tega pa je prišel Rommel v spor s poveljnikom poveljstva Zahod, feldmaršalom von Rundstedom. Rommel je trdil, da obstaja velika verjetnost zavezniškega izkrcanja med ustjem reke Somme in zalivom St. Malo, medtem ko je von Rundsted trdil, da bo napad prišel iz smeri Pas-de-Calaisa od kjer vodi najkrajša pot do Porurja. Poleg tega je Rommel, na podlagi iz izkušenj iz Afrike zahteval, da oklepne enote premestijo bližje obali, s čimer se von Rundsted seveda ni strinjal. To je bilo po eni strani razumljivo, saj ni vedel, kje bo prišlo do izkrcanja in oklepnih enot tako ni hotel vezati na določeno območje. Spor je nato razrešil Hitler in Rommlu dodelil tri rezervne oklepne divizije, ki jih je ta nato razporedil pri Amiensu, Rouenu in Caenu, kar je bilo dokaj blizu kraja na katerem so se nameravali izkrcati zavezniki. Preostale divizije so bile v rezervi in nameščene v okolici Pariza, v Belgiji, v okolici Saumura in južni Franciji. S tem so bile strateške rezerve oslabljene. Za obrambo Francije so imeli Nemci junija 1944 na razpolago kar 58 divizij, od katerih je bilo 33 rezervnih, preostalih 25 pa je bilo možno uporabiti tudi za napadalne akcije. Največ divizij so imeli izpostavljeni kraji. 
Medtem, ko je bila kopenska vojska bolj ali manj pripravljena na bojne operacije pa je v nemški mornarici vladalo pravo razsulo. Največji problem je bil, da poveljstvo Zahod ni imelo nobene oblasti nad mornariškimi silami na kopnem. Poveljstvo nad obalnimi baterijami so dobili šele na dan napada, ko je bilo že prepozno. Nemška mornarica na področju zavezniškega izkrcanja je štela le 5 rušilcev, 6 torpedovk, 34 torpednih čolnov, 309 minolovcev, 116 patruljnih čolnov in 49 zastarelih obalnih podmornic. Prav tako tudi letalstvo ni bilo podrejeno poveljstvu Zahod. Na papirju je to imelo 400 letal, vendar je bila večina teh v času napada v Nemčiji, kjer so branila njeno nebo, tako da je bilo število letal v Franciji občutno manjše. 
Iz vsega tega je moč sklepati, da Nemci na morebitno invazijo niso bili najbolje pripravljeni, čeprav  je bilo vsem jasno, da bo do nje prej ali slej prišlo. Temu primerno so se poskušali tudi pripraviti, vendar so jih pri tem ovirali dogodki na drugih frontah, ki so zahtevale ogromno ljudi in vojaškega materiala, ki bi ga lahko uporabili za obrambo Francoske obale. Na koncu je Nemce prehitel čas.

### Zavezniške priprave
Izkrcanje zaveznikov pri Dieppu, operacija Jubilee, 19. avgusta 1942 je pokazala, da bo morebitno izkrcanje zavezniških čet v zahodni Evropi dosti bolj težavno, kot so ti sprva pričakovali. Zato so se kljub pritiskom Sovjetske zveze in deloma tudi ZDA odločili, da bodo morebitno izkrcanje v zahodni Evropi in s tem odprtje druge fronte prestavili v prihodnost oz. čas, ko se bo vojna sreča postavila na stran zaveznikov. Načrti za izkrcanje so bili tako odloženi za nedoločen čas.
Leto 1943 je bilo prelomno za vse strani udeležene v velikem spopadu. Zavezniki so začeli počasi dobivati vojno, sile osi pa so se morale začeti umikati iz Afrike in  južne Italije. Zahodni zavezniki so se odločili, da je to pravi trenutek za odprtje nove fronte, ki naj bi po nabolj optimističnih načrtih že do konca leta 1944 porazila nacistično Nemčijo. Priprave so stekle in že na začetku je bilo jasno, da bodo največ vojakov prispevale ZDA, zato so se odločili da bo poveljnik invazijskih sil Američan. Za to nalogo so po dolgih razpravah določili Dwighta Eisenhowerja. Načrte za napad je začel pripravljati angloameriški štab znan pod kratico COSSAC (Chief of Staff to the Supreme Allied Commander). Načrti za izkrcanje so dobili šifro Overlord, temeljili pa so na izkušnjah iz bojev pri Dieppu. Možnosti izkrcanja so bile izredno omejene, saj je moralo biti izkrcevalno območje v dosegu zavezniškega letalstva, moralo je omogočati izkrcanje velikega števila čet in moralo je imeti dobre prometne povezave, ki bi zavezniškim vojakom omogočale hitro napredovanje v notranjost celine. Za ta namen so bile izbrane obale v okolici Pas de Calaisa, odsek obale med belgijsko-francosko mejo in Cherbourgom ter polotok med Caenom in Cherbourgom. Eisenhower se je odločil za zadnjo možnost, obalo pri Pas de Calaisu pa je uporabil za vabo, s katero bi Nemce odvrnil od prave smeri napada.
Ključ do uspeha operacije je bila v uporabi letalstva, zato so zavezniki že sredi leta 1943 nad Nemčijo izvedli številna letalska bombardiranja, ki naj bi oslabila nemško letalstvo in letalsko industrijo. Napadi so se vlekli vse v leto 1944, izgube na obeh straneh pa so bile velike. Razlika je bila le v tem, da so zavezniki to izgubo lahko hitro nadomestili, Nemci pa ne, saj jim je po številnih zračnih bojih začelo primanjkovati letal in izkušenih pilotov. Zato so bili iz okupiranih dežel prisiljeni vsa letala preseliti v Nemčijo, kjer so branila lastno nebo. Tako so zavezniki odstranili eno največjih groženj, ki je pretila invaziji. Priprave so tekle tudi na tleh. Že vse od začetka leta 1944 so v Britanijo prihajali ameriški vojaki ter gore opreme potrebne za izkrcanje. Temu primerni so bili tudi varnostni ukrepi. Marca so bili ti močno poostreni, obalni pas in zaledje od zaliva Wash do Land's Enda  jugovzhodno od Dunbara in do Arboatha na Škotskem je postal zaprto območje. Nadzor nad pošto je bil močno poostren, prebivalci se niso smeli prosto gibati. Po cestah so se dan in noč valile kolone vojaških tovornjakov, ki so ohromile lokalni promet, popolnoma ohromljen je bil tudi železniški promet. Aprila so bili ukinjeni vsi vojaški dopusti, zaustavljena je bila tudi diplomatska pošta,  pred zgradbami veleposlaništev pa so bile postavljene straže. Obveščevalna služba je delala s polno paro.
Medtem je  Eisenhower razdelil dolžnosti znotraj operacije. Poveljstvo nad vsemi kopenskimi silami je bilo dodeljeno generalu siru Bernard Montgomeryu. Britanska druga armada je bila pod poveljstvom generala sira Milesa C. Dempseyja, poveljstvo nad ameriškimi četami pa je prevzel general Omar N. Bradley. Drugemu invazijskemu valu sta poveljevala generala H. D. G. Crerar (1. kanadska armada) in Georg Patton (3. armada ZDA). Koordinator letalskih sil je bil maršal sir Arthur W. Tedder, to je bilo sestavljeno iz taktičnega letalstva, ki mu je poveljeval maršal sir Trafford Leigh-Mallory, in kombiniranih strateških bombniških sil, ki sta jim poveljevala maršal Arthur T. Harrisa (britanski del) in Carl Spaatz ( del ZDA).
Načrt za izkrcanje je  bil tak; britanska druga armada naj bi se izkrcala na treh odsekih zahodno od reke Orne, ti odseki si dobili imena >>Sword<<,>>Juno<< in >>Gold<<. Ameriška prva armada pa naj bi se izkrcala zahodno od Britancev na odsekih poimenovanih >>Omaha<< in >>Utah<<. Britanska 6. zračno-desantna divizija je imela nalogo uničiti nemške topove vzhodno od Orne. Ameriška 82. in 101. zračno-desantna divizija pa je morala varovati zaledje območja >>Utah<<. Po izkrcanju bi morali zavezniki takoj napredovati proti Cherbourgu in tam zasesti pristanišče preko katerega bi se lahko oskrbovali, v nadaljnjih operacijah pa še nekaj dodatnih pristanišč v Bretanji. V začetku operacije naj bi material za fronto dovažali z amfibijskimi ladjami, nekoliko kasneje pa naj bi material dostavljali s pomočjo umetnega sidrišča Gooseberry in dveh umetnih pristanišč, Mulberryja A in B, za oskrbo čet z gorivom pa bi preko Rokavskega preliva napeljali naftovod, poimenovan PLUTO.  Operacijo naj bi še dodatno podprla francoska odporniška gibanja, ki naj bi v dneh pred izkrcanjem po Franciji izvedla številne sabotažne akcije.
Za potrebe operacije so zavezniki zbrali 4126 desantnih ladij, 864 trgovskih ladij, 736 pomožnih ladij in 1213 bojnih ladij. Ameriško letalstvo je imelo na razpolago 13.000 letal, med katerimi je bilo 4.500 bombnikov.

## Obveščevalna dejavnost
Ker je bilo pred Nemci izredno težko skriti tako veliko armado, ki se pripravlja na izkrcanje, so se zavezniki odločili da Nemce zavedejo s pretvezo, da bo do izkrcanja prišlo pri Pas da Calaisu. V ta namen so zavezniki v okolici Dovra postavili našteto lažnih vojaških naprav in skladišč, v eter pa so pošiljali številna lažna obvestila, nemškim agentom pa so podtaknili lažne informacije. Vsi ti ukrepi so bili zelo učinkoviti, saj so bili Nemci sredi leta 1944 trdno prepričani da bo prišlo do izkrcanja v okolici  Pas da Calaisa, zato so temu primerno tudi ukrepali in svoje najboljše enote poslali na to območje.
Vendar pa Nemci kljub nekoliko zgrešenim predstavam o položaju na fronti niso tavali v popolni temi, kot so bili prepričani zavezniki. Nemški agenti, ki so se vtihotapili v francosko odporniško gibanje so 1. in 2. junija na valovih britanskega radijskega omrežja zaznali šifrirano sporočilo, ki je odporniškim gibanjem dalo znak, da bo kmalu prišel ukaz za pričetek sabotažnih akcij. Admiral Dönitz je bil 3. junija obveščen, da bo v naslednjih dveh tednih prišlo do invazije. Poveljstvo tem poročilom ni verjelo, zato se v naslednjih dneh na nemški strani ni zgodilo popolnoma nič.  Dan pred napadom so nemški obveščevalci prestregli zadnji del šifriranega sporočila namenjenega odporniškemu gibanju. Iz tega je poveljnik 15. armade general von Salmuth sklepal, da bo kmalu prišlo do napada. Zato je svojim enotam ukazal popolno pripravljenost. Svoje ugotovitve je poslal v poveljstvo armadne skupine B, kjer pa mu niso verjeli in zato tudi niso obvestili Rommla, ki je bil prav takrat na poti v Nemčijo. Prav tako niso obvestili 7. armade, ki je bila na območju, na katerem je prišlo do izkrcanja. V štabu poveljstva Zahod v Parizu so poročilo o možni invaziji sicer prejeli, vendar mu niso posvečali posebne pozornosti, kljub temu, da so dobivali obvestila, da imajo radijske postaje med Chrbourgom in Le Havrom motnje ter, da so postaje med Fecampom in Calaisom zaznale velike premike ladij. Nemško letalstvo je že dalj časa prestrezalo meteorološka poročila zavezniškega letalstva, pri čemer se jim je zdelo nenavadno to, da to še nikoli ni letelo ob takem vremenu ter v takem številu.  
Kljub vsem naštetim opozorilom von Rundsted ni ukazal preplaha, saj mu je v računih manjkal ključen podatek - kraj napada. Nemci so takrat precej točno vedeli za datum napada, predvidevali so da bo nekje sredi junija, niso pa vedeli kraj napada. Do tega bi lahko prišlo kjer koli v Franciji, čeprav še najbolj verjetno v  okolici  Pas-de-Calaisa. Ker pa tega niso vedeli zagotovo, niso mogli pravilno razporediti svojih sil. Tako je von Rundsted sklepal, da bo najbolje, če vse ostane tako kot je bilo pred obvestili o prihajajočem napadu. Da je napad v naslednjih dneh malo verjeten, je samo zase govorilo tudi vreme, ki takrat ni omogočalo izkrcanja. Vendar takega mnenja v poveljstvu niso bili vsi.  
Nemci so dan pred napadom imeli možnost, da izvejo kaj več o zavezniških pripravah, vendar nemška letala zaradi slabega vremena in zavezniške premoči v zraku niso vzletela. Prav tako zaradi slabega vremena niso izplule izvidniške ladje. Da pa bi bila stvar še slabša, je bil poizkusni preplah, načrtovan za 5. junij, zaradi vaj odpovedan. Tako je bila 7. armada na dan napada le v stanju obrambne pripravljenosti, ta pa je veljala že od začetka leta.

## Operacija se začne

### Zračni desant
Petega junija ob 23.03 so iz letališča Harwell proti Franciji poletela prva letala z zračno-desantnimi četami. Njihova naloga je bila postavitev oddajnikov, po katerih naj bi se kasneje orientirali padalci in piloti desantnih letal. Sledila so jim letala z enotami, ki so imela nalogo zasesti strateško pomembne mostove preko ceanskega prekopa in reke Orne. Nekatere izmed mostov so morali obdržati v svojih rokah za vsako ceno, medtem ko so morali preostale zaradi nevarnosti nemške protiofenzive porušiti. Poleg mostov so se padalci lotili tudi drugih nalog, kot je bilo čiščenje polj, na katerih bi kasneje pristala jadralna letala, ter uničevanje nemških obrambnih objektov v okolici obale. Prvim padalcem je do konca dneva sledilo še okoli 14.000, ki so jih pripeljali z več kot 1.000 letali. Njihova naloga je bila zasesti strateško pomembna prometna vozlišča, uničiti nemške obrambne položaj in topništvo ter braniti zaledje obal pred nemško protiofenzivo. Čeprav je kazalo, da zračni desant poteka, kot je bilo pričakovano, je šlo marsikaj narobe. Zaradi močnega protiletalskega ognja in slabega vremena je marsikatero letalo s padalci zašlo in padalce odvrglo na napačnih krajih. Nekateri padalci so pristajali po strehah hiš, zvonikih cerkva in na veliko nemško presenečenje, tudi pred njihovimi stražarskimi postojankami. Mnoge enote so zaradi napačnega kraja odskoka razpadle in je bilo potrebno na tleh formirati nove. Tako so nove enote sestavljali pripadniki iz več različnih enot. Kljub tem težavam so zračno-desantne enote izpolnile svojo nalogo, četudi za visoko ceno. Američani so imeli 2.499 padlih, Angleži in Kanadčani pa 650.

### Izkrcanje na obali

#### Ameriški sektor
Nekaj čez pol šesto zjutraj se je pred obalama Utah in Omaha pojavilo mogočno ladjevje, ki je ob 5:50 na nemške položaje na obali odprlo močan topniški in raketni ogenj, ki je trajal tri četrt ure. Na odseku Utah je bilo ladijsko in letalsko bombardiranje izredno uspešno, na odseku Omaha pa je bilo stanje popolnoma drugačno. Relativno visoka obala je bila posejana s številnimi dobro utrjenimi utrdbami iz katerih so Nemci izredno dobro obvladovali obalo pred sabo. Kratka topniška priprava ni resneje poškodovala teh utrdb, tudi letalsko bombandiranje je bilo neuspešno.
Ob 7:30 so se proti obali podale desantne čete. Enote, ki so se izkrcale na odseku Utah so imele neverjetno srečo. Zaradi velikega števila vodnih min se je potopila čelna ladja, ki je označevala smer plovbe proti obali. Potopitev te ladje je povzročila pravo zmedo, zaradi katere se je prvi val izkrcal poldrugi kilometer južneje od predvidenega mesta. Prav zaradi te napake pa so vojaki zlahka zasedli obalo, saj je bil ta del obale izredno slabo branjen, medtem ko je bil odsek predviden za izkrcanje poln ovir in pasti ter poleg tega še dobro branjen. Ta napaka je rešila mnogo življenj pa tudi časa, tako da so do poldneva Američani že začeli prodirati v notranjost celine, kjer so se boji vedno bolj zaostrovali. Zaradi nenavadno majhnih izgub, okoli 200 vojakov, pravijo, da je izkrcanje na odseku Utah minilo kot prijeten >>piknik<<.
Stanje 25 kilometrov vzhodneje na odseku Omaha je bilo popolnoma drugačno. Dokler desantna plovila niso odprla svojih vrat in spustila mostičkov, ni z nemške strani padel niti en strel. Tedaj pa se je na obali odprl pravi pekel. Na ameriške vojake, ki so se začeli komaj izkrcavati se je usula toča krogel in granat. Pehota se je znašla na popolnoma odprti obali, tanki ki bi jo morali kriti so zaostajali. Pozneje je obalo dosegla le polovica tankov pa še ti so bili kmalu uničeni. Enaka usoda je dočakala tudi trideset topov nameščenih na amfibijsko plovilo Duck. Nemški ogenj je med ameriškimi vojaki povzročil vsesplošno zmedo, zato se je večje število vojakov izkrcalo na napačnih mestih daleč od svojih enot, kar je predstavljalo izredno velik problem, saj so bili vojaki pripravljeni samo za svoj odsek. Tako je bilo devet čet v prvem valu, ki bi po pristanku morale jurišati na nemške položaje, raztresenih po vsej obali. Pod močnim ognjem je desno krilo skoraj popolnoma razpadlo. Prvemu valu bi morali slediti inženirci, ki bi odstranili ovire in tako omogočili prihod  ostalim enotam. Iz tega ni bilo nič, saj so zamudili ali pa jih je na določen odsek prišlo premalo pa še ti, ki so prišli niso imeli popolne opreme. Pol ure kasneje pa je bila plima že tako visoka, da inženirci niso mogli več odstraniti ovir. Ko so se izkrcali naslednji valovi pehote, se je zmeda samo še povečala, mnogo desantnih plovil je naletelo na podvodne ovire in so se skoraj takoj potopila skupaj s svojim moštvom. Ker se desantne ladje zaradi ovir niso mogle približati obali, so vojaki iz njih skakali v vodo in to v polni bojni opremi, pri čemer se je marsikdo utopil. Vse je kazalo, da bo desant na odseku Omaha klavrno propadel, nato pa je okoli 7:30 prišlo do nenadnega preobrata. Častniki so začeli vojake priganjati k napadu in tako se je vzdolž celotnega odseke začel množični napad. Ob pol dveh so se se Američani po srditih bojih začeli končno vzpenjati na pečine nad obalo ter v mesto Viervill, kjer so se že začeli boji za vsako hišo. Prvi dan se je na obali Omaha izkrcalo 34.000 vojakov, v bojih pa je bilo padlih in ranjenih okoli 2.500, kar je bilo v primerjavi z ostalimi odseki neverjetno visoka številka. Zaradi dogodkov na obali je bilo napredovanje izredno počasno. Tako so prvi dan desanta ameriške čete napredovale le dober kilometer ali dva v notranjost Francije.
Med obema odsekoma desanta je bila strateško pomembna pečina poimenovana Pointe du Hoc, na kateri naj bi imeli Nemci težko obalno topništvo. Za uničenje tega topništva je bila na dan invazije določena skupina skupina 225 rangerjev. Ti so se morali z lestvami in vrvmi povzpeti na 30 m visoko pečino Pointe du Hoc, tam v naskoku zavzeti nemške obrambne položaje, nato pa uničiti težko topništvo. Med vzpenjanjem po pečini so jih kljub kritju dveh rušilcev ovirale številne eksplozije ročnih bomb ter ogenj iz pušk in strojnic, Nemci pa so jim tudi rezali vrvi ter spodmikali lestve. Kljub temu so se morali Nemci na koncu umakniti. Ko so ameriški vojaki prišli do nemških položajev pa so imeli kaj videti. Topov, ki bi jih morali razstreliti, ni bilo nikjer, saj ti še niso prispeli iz Nemčije. Tako je mnogo rangerjev padlo zaman, od 225 rangerjev jih je bilo na koncu za boj sposobnih le še 90.

#### Britanski sektor
Britansko območje desanta se je raztezalo od Port en Bassina pa do reke Orne. Dolgo je bilo skoraj trideset kilometrov razdeljeno pa na tri odseke z imeni Sword, Juno in Gold. 
Na odseku Gold so se brez večjih težav izkrcali Britanci, problemi so se pojavili le v okolici Le Hamela kjer topništvo in letalstvo ni uspelo uničiti nemških utrdb, zato so se vojaki znašli v podobnem položaju kot Američani na odseku Omaha. Na srečo so imeli Britanci tanke, ki so se takoj po izkrcanju lotili uničevanja nemških utrdb. Na levem krilu so se britanski vojaki po štiridesetih minutah bojev prebili v notranjost, na desnem krilu pa skoraj ni prišlo do bojev, zato so vojaki pravili, da je bilo vse skupaj podobno vajam.
Kanadčani so se izkrcali na odseku Juno, ki je postal najbolj krvav del britanskega bojišča. Obala je bila posejana s številnimi ovirami in čermi, nemški položaji so kljub enournemu bombardiranju ostali skoraj nedotaknjeni. Branilci obale so se utrdili v številnih obalnih hišah v naseljih Courseulles, Bernieres sur Mer in St. Aubin sur Mer. Britanski tanki, ki bi med desantom morali podpreti pehoto so zamudili, prav tako so zamudili inženirci. Ti niso mogli odstraniti vseh ovir, zato je pri nadaljnjem izkrcavanju marsikatera ladja naletela na mino. Medtem so se za vsako hišo v naseljih vzdolž obale bíli hudi boji. Bernieres sur Mer je bil kmalu očiščen sovražnika, vendar pa se je ta nato vkopal zunaj vasi ter obalo obstreljeval s težkimi strojnicami in protiletalskim topništvom. Boji za Courseulles so trajali do poznega popoldneva.
Na odseku Sword so se izkrcali škotski komandosi. Ti so pri vaseh Ouistreham in Lion sur Mer naleteli na močen odpor branilcev. Odpor je bil močan tudi na obali, vendar je trajal zelo kratek čas. Vzrok za to je bila slaba morala v nemških enotah. Na tem odseku so bile nemške enote namreč sestavljene večinoma iz vojakov starejših letnikov in veteranov, naveličanih bojevanja. Še pred poldnevom sta bili zavzeti vasi Hermanville in Colleville, večina britanskih enot pa je bila že na poti proti Caenu, kjer so se že začeli prvi tankovski boji.

### Nemška stran
Na dan invazije je bil poveljnik armadne skupine B (Heeres grupe B), feldmaršal Rommel na dopustu doma v Nemčiji. Njegova žena je imela namreč rojstni dan, kasneje tega dne pa se je nameraval dobiti s Hitlerjem, da bi ga poskusil še enkrat pregovoriti, da mu dá na razpolago več oklepnih divizij. Medtem so 6. junija ob 1:15 v poveljstvo skupine armad B v La Roche Guyonu začele prihajati prve vesti o zavezniškem zračnem desantu na jugovzhodu polotoka Cotentin in pri Caenu. Sprva so poveljniki menili, da gre le za slepilni manever in zato nemškim enotam na polotoku Cotentin ter okolici mesta Caen niso poslali okrepitev. Minevale so ure, preden se je Nemcem nenadoma posvetilo, da lahko za tako obsežnim zračnim desantom pričakujejo tudi desant iz morja. Tega pa niso mogli resneje ogroziti, dokler ne bi v bližino obal prišle oklepne rezerve iz zaledja - natanko tiste, o razporeditvi katerih je bilo govora med poveljniki. Šele okoli treh zjutraj je poveljnik poveljstva Zahod, Runsted, dosegel, da sta se 12. SS oklepna divizija in Panzer Lehr divizija začeli premikati proti Caenu. Nato je nenadoma prišlo do novega preobrata. Vrhovno poveljstvo je prepovedalo kakršno koli premikanje oklepnih sil brez izrecnega dovoljenja Hitlerja, zaradi česar se je 12. SS oklepna divizija morala ustaviti v Lisieuxu, druga oklepna divizija pa je ostala tam, kjer je bila. Tako sta globoko v zaledju daleč od sovražnika ostali dve diviziji, ki bi lahko pravočasno odbili zavezniški napad, s tem pa so Nemci zamudili še eno priložnost. Diviziji bi se namreč lahko pod okriljem nizkih oblakov brez večjega strahu pred letaltskimi napadi približali obali. Te možnosti Nemci kasneje niso imeli več, saj je zavezniško letalstvo napadalo vse, kar se je premikalo. Le v bližini Caena so bili, pa še to razdrobljeni, deli 21. tankovske divizije, ki so se sicer takoj podali v spopad z angleškimi padalci iz 6. letalsko-desantne divizije, vendar sami niso mogli kaj več, kot zaustaviti njihov prodor do mesta Caen - o kakem protinapadu tako sploh ni bilo govora. 
Ko je Rommel zvedel za nastali položaj, je nemudoma ukazal, naj oklepne divizije začnejo protinapad. Premik je Hitler dovolil šele ob 15:00, ko je bilo praktično že prepozno in so jasno nebo že preletavala zavezniška letala. Zaradi tega so morali Nemci čakati do noči, kar je pomenilo, da Nemci prvega dne desanta niso mogli izvesti učinkovitega protinapada, ki bi zaveznike potisnil nazaj v morje. Tako je na dan invazije v bojih sodelovala le 21. oklepna divizija, ki pa je že prvi dan bojev imela strahovite izgube. Ostale pehotne divizije so imele nalogo zadržati sovražnika, tako so že zgodaj zjutraj izvedle protinapad v smeri St. Mere Eglise. Protinapadi, v katerih so lovili raztresene skupine zavezniških padalcev, so bili izvedeni tudi v smeri Monteburga ter severno in južno preko Carentana, vendar zaradi slabih zvez in terena niso bili vedno uspešni. Glede na spodbudna poročila z območja med Viervillom in St. Laurentom, kjer je bil ameriški odsek Omaha, so Nemci sklepali, da je tam napredovanje zaveznikov ustavljeno.
Nemško vojno letalstvo, Luftwaffe, na dan invazije zaradi zavezniške premoči v zraku sploh ni moglo podpreti svojih enot, saj se je moralo že od samega začetka bojevati s premočnim in preštevilnim nasprotnikom. Zelo neučinkovita je bila tudi nemška mornarica. Podmornicam se ni uspelo prebiti do desantnega ladjevja, torpedni čolni so sicer napadli in uspeli potopiti norveški rušilec HNoMS Svenner, to pa je bilo tudi vse. Tako je prvi dan bojev na bojišču vladala prava zmeda, v kateri se ni vedelo, kdo bo morebitni zmagovalec ali poraženec, v nekaterih primerih pa niti kje je sovražnik.

## Dogodki po izkrcanju
Prvi dan invazije se je na Normandijskih obalah izkrcalo okoli 155.000 zavezniških vojakov, ki so osvojili okoli dvesto kvadratnih kilometrov francoskega ozemlja. Cena za tak uspeh je bila visoka. Prvi dan invazije je na obalah in v zaledju namreč padlo okoli 10.000 zavezniških vojakov ter med 4.000 in 9.000 nemških vojakov. Do 9. junija se je fronta trdno zasidrala in Nemcem je postalo jasno, da zaveznikov ne bojo mogli več enostavno vreči v morje. Za globlji prodor so se začeli ostri boji za vsako mesto, vas, hišo in polje. Sredi junija, ko je padel St. Lo in so bili zavezniški vojaki že globoko v Franciji, se je začela bitka za Francijo. Operacija Overlord je trajala do srede julija. V tem času se je na normandijskih obalah izkrcalo okoli tri milijone zavezniških vojakov ter na tisoče ton najrazličnejše vojaške opreme.
Z izkrcanjem zavezniških čet je prišlo do velikega preloma v vojni in takrat je marsikomu postalo jasno, da je vojna za Nemčijo izgubljena saj se ta ni bila sposobna boriti na treh frontah hkrati. Iz tega razloga so vsi pričakovali hiter konec vojne, malo kdo pa je verjel, da bo do takrat minilo še dvanajst krvavih mesecev.
Zavezniški zmagi v Normandiji je sledila operacija Kobra, katere namen je bil prodor iz Normandije in nazadnje zmaga nad Nemčijo.